# Latvijas PSR čempionāts futbolā 1962
L'edizione 1962 del massimo campionato di calcio lettone fu la 18ª come competizione della Repubblica Socialista Sovietica Lettone; il titolo fu vinto dall'ASK, giunto al suo quinto titolo.

## Formato
Il campionato era formato da otto squadre che si incontrarono in gare di andata e ritorno per un totale di 14 turni e 12 incontri per squadra; erano assegnati due punti alla vittoria, un punto al pareggio e zero per la sconfitta.

## Classifica finale
|                        | Pos. | Squadra             | Pt | G  | V  | N | P | GF | GS | DR  |
| ---------------------- | ---- | ------------------- | -- | -- | -- | - | - | -- | -- | --- |
| RSS Lettone (bandiera) | 1.   | ASK Rīga            | 22 | 12 | 11 | 0 | 1 | 43 | 7  | +36 |
|                        | 2.   | Jūrmala             | 15 | 12 | 6  | 3 | 3 | 21 | 17 | +4  |
|                        | 3.   | Pilots Riga         | 14 | 12 | 4  | 6 | 2 | 22 | 21 | +1  |
|                        | 4.   | CSK Broceni         | 11 | 12 | 5  | 1 | 6 | 18 | 22 | -4  |
|                        | 5.   | KBRR Rīga           | 10 | 12 | 3  | 4 | 5 | 20 | 21 | -1  |
|                        | 6.   | Vulkans Kuldiga     | 6  | 12 | 1  | 4 | 7 | 15 | 28 | -13 |
|                        | 7.   | Tosmares c. Liepaja | 6  | 12 | 2  | 2 | 8 | 15 | 38 | -23 |